# Mongoloraphidia dolinella
Mongoloraphidia dolinella är en halssländeart som beskrevs av U. Aspöck och H. Aspöck 1991. Mongoloraphidia dolinella ingår i släktet Mongoloraphidia och familjen ormhalssländor. Inga underarter finns listade i Catalogue of Life.